# Byromville (Georgia)
Byromville es un pueblo ubicado en el condado de Dooly en el estado estadounidense de Georgia. En el censo de 2000, su población era de 415.

## Demografía
En el 2000 la renta per cápita promedia del hogar era de $21,765, y el ingreso promedio para una familia era de $23,333. El ingreso per cápita para la localidad era de $9,362. Los hombres tenían un ingreso per cápita de $22,083 contra $19,531 para las mujeres.

## Geografía
Byromville se encuentra ubicado en las coordenadas 32°12′5″N 83°54′29″O / 32.20139, -83.90806 (32.201496, -83.908028).
Según la Oficina del Censo, la localidad tiene un área total de 0,9 km² (0,3 mi²), de la cual 0,9 km² (0,3 mi²) es tierra y 0 km² (0 mi²) (0.00%) es agua.